# Яшодхара
Яшодхара е съпругата на принц Сидхарта Гаутама, известен по-късно като Гаутама Буда или историческия Буда Шакямуни. По-късно тя става бхикхуни или будистка монахиня и постига състоянието на архат.

## Животът на Яшодхара
Яшодхара е дъщеря на крал Супрабуда и Памита, сестра на крал Шудходана. Родена е на същия ден от месеца Весак като принц Сидхарта. Неин дядо е крал (или по-скоро владетел) Анджана от династията Колия, баща и е Супрабуда, а майка и Памита е сестра на бащата на Буда Шудходана и е от клана на Шакиите. Шакия и Колия са клонове на династията Сураяванша или „Слънчевата династия“. В региона никоя друга фамилия не е смятана за равна с тях и по тази причина кралските особи от двете фамилии са се женили помежу си.
На шестнадесетгодишна възраст тя се омъжва за своя връстник и братовчед Сидхарта Гаутама и на двадесет и деветата си година ражда единственото им дете – момче, което наричат Рахула. На същия ден принцът напуска двореца и съпругата си.
Сидхарта напуска дома си през нощта без да съобщи на спящата Яшодхара. На сутринта тя се събужда и не го открива. Когато научава, че съпругът ѝ води строго аскетичен живот тя започва да му подражава и сваля всичките и бижута и скъпоценности, оставайки с една проста жълта роба и започнала да се храни по веднъж на ден.. Когато нейният род ѝ изпратил известие, че искат да я издържат тя отхвърля това предложение. Съседни принцове искат ръката и, но тя отхвърля и това. Вместо това през следващите шест години принцесата следи всички новини за живота и действията на Сидхарта.
Когато Буда след своето просветление посещава Капилавасту, Яшодхара не отива да види бившия си съпруг, но изпраща при него Рахула за да поиска своето наследство. Тя помислила „Ако изобщо съм натрупала някаква заслуга господатят ще ме посети. За да изпълни пожеланията ѝ Буда я посещава и оценява нейните търпение и жертвоготовност, които ще му помогнат да изпълни пожеланията си не само от този, но и от предишните му животи според Чандракинара джатакая.
Известно време след като Рахула става послушник Яшодхара също влиза в монашеския орден и с времето достига състоянието на архат. Тя е ръкоположена за бхикхуни заедно с още петстотин други жени от първата монахиня, нейната сестра Махападжапати Готами. Яшодхара умира на седемдесет и осем годишна възраст, две години преди смъртта или както традционно се нарича Махапаринирвана на Буда. 